# Harpactea isaurica
Harpactea isaurica är en spindelart som beskrevs av Brignoli 1978. Harpactea isaurica ingår i släktet Harpactea och familjen ringögonspindlar.
Artens utbredningsområde är Turkiet. Inga underarter finns listade i Catalogue of Life.